# Kvalifikace na Mistrovství světa ve fotbale 2010 (UEFA) – baráž
Do baráže postoupilo nejlepších 8 týmů na druhých místech skupinové fáze. Jeden tým tak přímo vypadl, přestože se umístil na druhé příčce. Do tohoto žebříčku se nepočítaly výsledky se šestými týmy v dané skupině, aby nebyla pětičlenná skupina znevýhodněna.
Baráž se hrála systémem doma-venku klasickým pohárovým systémem a určila zbylé 4 účastníky Mistrovství světa ve fotbale 2010 ze zóny UEFA.

## Žebříček týmů na druhých místech
| Sk. | Tým                 | Z | V | R | P | VG | IG | +/- | B  |
| --- | ------------------- | - | - | - | - | -- | -- | --- | -- |
| 4   | Rusko               | 8 | 5 | 1 | 2 | 15 | 6  | +9  | 16 |
| 2   | Řecko               | 8 | 5 | 1 | 2 | 16 | 9  | +7  | 16 |
| 6   | Ukrajina            | 8 | 4 | 3 | 1 | 10 | 6  | +4  | 15 |
| 7   | Francie             | 8 | 4 | 3 | 1 | 12 | 9  | +3  | 15 |
| 3   | Slovinsko           | 8 | 4 | 2 | 2 | 10 | 4  | +6  | 14 |
| 5   | Bosna a Hercegovina | 8 | 4 | 1 | 3 | 19 | 12 | +7  | 13 |
| 1   | Portugalsko         | 8 | 3 | 4 | 1 | 9  | 5  | +4  | 13 |
| 8   | Irsko               | 8 | 2 | 6 | 0 | 8  | 6  | +2  | 12 |
| 9   | Norsko              | 8 | 2 | 4 | 2 | 9  | 7  | +2  | 10 |

Kritéria pro seřazení druhých týmů
1. Celkový počet bodů
2. Celkový rozdíl gólů
3. Počet vstřelených gólů
4. Počet vstřelených gólů na hřištích soupeřů
5. Počet obdržených karet (žlutá karta, -1 bod; dvě žluté karty v jednom zápase, -3 body; červená karta, -3 body; žlutá karta následována přímou červenou kartou ve stejném zápase, -4 body)
6. Los

## Barážové zápasy
Los baráže se uskutečnil 19. října 2009. Úvodní zápasy pak byly sehrány 14. listopadu, odvety 18. listopadu.
Losovací koše vypadaly následovně
| Koš A       | Koš A    |
| Tým         | Umístění |
| ----------- | -------- |
| Francie     | 9        |
| Portugalsko | 10       |
| Rusko       | 12       |
| Řecko       | 16       |

| Koš B               | Koš B    |
| Tým                 | Umístění |
| ------------------- | -------- |
| Ukrajina            | 22       |
| Irsko               | 34       |
| Bosna a Hercegovina | 42       |
| Slovinsko           | 49       |

- Umístění značí pořadí týmu v žebříčku FIFA ze dne 16. října 2009. Při losu byly rozlosovány týmy z koše A proti týmům z koše B. Dále bylo vylosováno, který tým ze dvojice bude dvojzápas začínat doma.

### Dvojice
| Domácí v 1. zápase | Celkem    | Hosté v 1. zápase   | 1. zápas | 2. zápas  |
| ------------------ | --------- | ------------------- | -------- | --------- |
| Irsko              | 1 – 2     | Francie             | 0 – 1    | 1 – 1 (p) |
| Portugalsko        | 2 – 0     | Bosna a Hercegovina | 1 – 0    | 1 – 0     |
| Řecko              | 1 – 0     | Ukrajina            | 0 – 0    | 1 – 0     |
| Rusko              | 2 – 2 (v) | Slovinsko           | 2 – 1    | 0 – 1     |

| 14. listopadu 2009 20:00 GMT |        |            |                                                         |
| Irsko                        | 0 – 1  | Francie    | Croke Park, Dublin diváci: 74 000 rozhodčí: Felix Brych |
|                              | Report | Anelka 72' | Croke Park, Dublin diváci: 74 000 rozhodčí: Felix Brych |

| 18. listopadu 2009 21:00 UTC+1 |                        |           |                                                                               |
| Francie                        | 1 – 1 (po prodloužení) | Irsko     | Stade de France, Saint-Denis diváci: 79,145 rozhodčí: Martin Hansson (Sweden) |
| Gallas 103'                    | Report                 | Keane 32' | Stade de France, Saint-Denis diváci: 79,145 rozhodčí: Martin Hansson (Sweden) |

- Francie zvítězila celkovým skóre 2 – 1 a postoupila na Mistrovství světa ve fotbale 2010.

| 14. listopadu 2009 20:30 UTC±0 |        |                     |                                                                            |
| Portugalsko                    | 1 – 0  | Bosna a Hercegovina | Estádio da Luz, Lisabon diváci: 60,588 rozhodčí: Martin Atkinson (England) |
| Bruno Alves 31'                | Report |                     | Estádio da Luz, Lisabon diváci: 60,588 rozhodčí: Martin Atkinson (England) |

| 18. listopadu 2009 20:45 UTC+1 |        |                   |                                                        |
| Bosna a Hercegovina            | 0 – 1  | Portugalsko       | Bilino Polje, Zenica rozhodčí: Roberto Rosetti (Italy) |
|                                | Report | Raul Meireles 56' | Bilino Polje, Zenica rozhodčí: Roberto Rosetti (Italy) |

- Portugalsko zvítězilo celkovým skóre 2 – 0 a postoupilo na Mistrovství světa ve fotbale 2010.

| 14. listopadu 2009 20:00 UTC+2 |        |          |                                                                             |
| Řecko                          | 0 – 0  | Ukrajina | Olympijský stadion, Atény diváci: 39,045 rozhodčí: Laurent Duhamel (France) |
|                                | Report |          | Olympijský stadion, Atény diváci: 39,045 rozhodčí: Laurent Duhamel (France) |

| 18. listopadu 2009 20:00 UTC+2 |        |                |                                                                                |
| Ukrajina                       | 0 – 1  | Řecko          | Donbas Arena, Donetsk diváci: 31,643 rozhodčí: Olegário Benquerença (Portugal) |
|                                | Report | Salpigidis 31' | Donbas Arena, Donetsk diváci: 31,643 rozhodčí: Olegário Benquerença (Portugal) |

- Řecko zvítězilo celkovým skóre 1 – 0 a postoupilo na Mistrovství světa ve fotbale 2010.

| 14. listopadu 2009 19:00 UTC+3 |        |            |                                                                            |
| Rusko                          | 2 – 1  | Slovinsko  | Stadion Lužniki, Moskva diváci: 71,600 rozhodčí: Claus Bo Larsen (Denmark) |
| Biljaletdinov 40', 52'         | Report | Pečnik 88' | Stadion Lužniki, Moskva diváci: 71,600 rozhodčí: Claus Bo Larsen (Denmark) |

| 18. listopadu 2009 20:45 UTC+1 |        |       |                                                                            |
| Slovinsko                      | 1 – 0  | Rusko | Stadion Ljudski vrt, Maribor diváci: 12,510 rozhodčí: Terje Hauge (Norway) |
| Dedič 44'                      | Report |       | Stadion Ljudski vrt, Maribor diváci: 12,510 rozhodčí: Terje Hauge (Norway) |

- Celkové skóre dvojzápasu bylo 2 – 2. Na Mistrovství světa ve fotbale 2010 postoupilo  Slovinsko díky více vstřeleným brankám na hřišti soupeře.